# Pepa Rus
Josefa "Pepa" Rus (Chiclana de la Frontera, (Cadix), 6 octobre 1985) est une actrice, humoriste et chanteuse espagnole connue pour avoir joué le rôle d'Inmaculada "Macu" Colmenero dans la série télévisée espagnole Aída.

## Carrière
Au milieu de l'année 2007, elle a rejoint le casting de la série Aída, jouant le rôle d'Inmaculada "Macu" Colmenero, la jeune nièce de Mauricio, ce qui constituait ses débuts à la télévision. À ce sujet, Rus a déclaré : "Ce fut une surprise. Je l'ai appris dans le bus qui m'emmenait à Séville pour voir ma famille. J'ai regardé tous les épisodes de 7 vidas et les premières saisons de Aída",.
Par la suite, de 2008 jusqu'à la fin de la série en 2010, elle a joué le rôle de Berta, une jeune fille récemment arrivée dans la ville, dans la série Maitena : Estados alterados. En 2013, elle fait ses débuts au cinéma en interprétant Pepi dans le film La Mule, où elle partage la scène avec Mario Casas, María Valverde et Secun de la Rosa.
En 2015, elle signe pour la série Gym Tony, où elle incarne Secundina " Secun " García, une voisine très geignarde qui vit au-dessus du gymnase et menace constamment Tony de dénonciation, ainsi que de la phrase qui a rendu son personnage populaire : "Cela ne me semble pas à moitié normal",. En 2017, elle reprend le rôle de Secundina García dans le spin-off de Gym Tony ; Gym Tony LC. La même année, elle apparaît dans plusieurs épisodes de la série Tiempos de guerra sur Antena 3.
Au théâtre, il a joué dans les pièces Insolación (2015) et A media luz los tres (2016), de Miguel Mihura.
Depuis 2017, elle apparaît sporadiquement dans la dixième saison de La que se avecina en jouant Clara, la cousine du personnage de Miren Ibarguren avec qui elle est également apparue dans Aída. Elle est apparue dans la onzième saison et apparaît actuellement aussi dans la douzième saison.
En 2019, il fait une petite apparition dans la deuxième saison de Pequeñas coincidencias.
Depuis 2022, elle participe à Amar es para siempre dans le rôle de Rocío Morón.

## Filmographie

### Cinéma
| Année | Titre (original) | Titre (traduction) | Rôle          | Notes           |
| ----- | ---------------- | ------------------ | ------------- | --------------- |
| 2013  | La mula          | La Mule            | Josefa «Pepi» | Rôle secondaire |

### Télévision
| Année       | Titre                      | Chaîne              | Rôle                               | Épisodes |
| ----------- | -------------------------- | ------------------- | ---------------------------------- | -------- |
| 2007 - 2014 | Aída                       | Telecinco           | Inmaculada «Macu» García Colmenero | 118      |
| 2008 - 2010 | Maitena: Estados alterados | laSexta             | Berta                              | 80       |
| 2013        | El tiempo entre costuras   | Antena 3            | Francisca «Paquita»                | 2        |
| 2015 - 2016 | Gym Tony                   | Cuatro              | Secundina «Secun» García           | 269      |
| 2016        | Lo que escondían sus ojos  | Telecinco           | Matilde                            | 4        |
| 2017        | Gym Tony LC                | FDF                 | Secundina «Secun» García           | 60       |
| 2017        | Tiempos de guerra          | Antena 3            | Gloria Montellano                  | 4        |
| 2017 - 2022 | La que se avecina          | Telecinco           | Clara Gutiérrez Carrascosa         | 21       |
| 2020        | Pequeñas coincidencias     | Amazon Prime Video  | Carolina                           | 1        |
| 2020        | Veneno                     | Atresplayer Premium | Belle-sœur de Valeria              | 1        |
| 2022 - 2023 | Amar es para siempre       | Antena 3            | Rocío Morón Rus                    | 223      |

| Année       | Titre                           | Chaîne   | Notes                    |
| ----------- | ------------------------------- | -------- | ------------------------ |
| 2011        | El club de la comedia           | La Sexta | Invitée                  |
| 2015 - 2017 | Me resbala                      | Antena 3 | Invitée                  |
| 2015        | Los Gipsy Kings                 | Cuatro   | Invitée                  |
| 2017        | El gran reto musical            | TVE      | Invitée                  |
| 2017        | MasterChef Celebrity            | TVE      | Invitée                  |
| 2023        | Tu cara me suenaː Gala de Reyes | Antena 3 | Concurrente - 5ème place |

### Théâtre
| Année       | Titre                | Rôle         |
| ----------- | -------------------- | ------------ |
| 2016        | A media luz los tres |              |
| 2015 - 2016 | Insolación           |              |
| 2017        | Un chico de revista  |              |
| 2017 - 2018 | El curso de tu vida  | Réalisatrice |
| 2018        | La encrucijá         | Réalisatrice |
| 2019 - 2020 | Me gusta cómo eres   |              |
| 2021        | Viva la Pepa         |              |

## Discographie
Singles :
- 2011 : « Lore, Lore, Macu, Macu »

## Clips vidéo
- 2011 : « Lore, Lore, Macu, Macu »
- 2019 : « Vacio » de Rosa López